# Sidymella lobata
Sidymella lobata är en spindelart som först beskrevs av Ludwig Carl Christian Koch 1874.  Sidymella lobata ingår i släktet Sidymella och familjen krabbspindlar. Inga underarter finns listade i Catalogue of Life.